# Insentiraja
Az Insentiraja a porcos halak (Chondrichthyes) osztályának rájaalakúak (Rajiformes) rendjébe, ezen belül az Arhynchobatidae családjába tartozó nem.

## Tudnivalók
Az Insentiraja-fajok előfordulási területe a Csendes-óceán nyugati felének a középső részén van.

## Rendszerezés
A nembe az alábbi 2 élő faj tartozik:
- Insentiraja laxipella (Yearsley & Last, 1992)
- Insentiraja subtilispinosa (Stehmann, 1989)